# Дейли, Дейл
Делл Ли Дейли (англ. Dell Lee Dailey) (род. 1949) — военнослужащий ВС США, генерал-лейтенант СВ США в отставке. Бывший начальник начальник управления специальных операций Главного управления СпН МО США/Главком войск СпН США, впоследствии начальник управления Госдепартамента США по борьбе с терроризмом .

## Детство и образование
Д. Дейли родился в семье военнослужащего в городе Фландро, Южная Дакота. Окончил Военную академию США  со степенью бакалавра в области инженерных наук (1971), а также университет Шиппенбурга со степенью магистра государственного управления (1994).

## Военная карьера
Д. Дейли является летчиком 1-го класса армейской авиации СВ США, имеющим более 2400 часов налёта (из них 400 часов ночью). Кроме того, он является парашютистом 1-го класса (120 прыжков).
Д. Дейли службу в различных подразделениях сил СпН СВ США включая 75-й пдп СпН СВ ("рейнджеры") и 160-й АП СпН (командир роты АА, эскадрильи, авиаполка).
1994—1996 гг. - командир 160-го АП СпН.
1996—1998 гг. - зам. командира 101-й ВДД.
1998—2000 гг. - начальник Управления специальных операций ГУ СпН МО СШАГлавного управления СпН МО США
2000—2003 гг. - начальник Главного управления СпН МО США/Главком войск СпН США, одного из ключевых ведомств по проведению тайных операций против глобального терроризма.
2003—2005 гг. - зам. командующего XVIII ВДК и директор Оперативного центра Главного управления СпН МО США.
2005—2007 гг.  - начальник ЦБУ специальных операций (по Исламской Республике Афганистан и Республике Ирак) в составе Главного управления СпН МО США (.
2007—2009 гг. - начальник управления Государственного департамента США по борьбе с терроризмом (в ранге Посла по особым поручениям).
Работая в Госдепартаменте, занимался координацией и поддержкой разработок и реализации правительством США политики и программ, направленных на борьбу с терроризмом за рубежом. В качестве главного советника государственного секретаря по международным вопросам борьбы с терроризмом, он нес ответственность за принятие на себя ведущей роли в разработке скоординированной стратегии для победы над терроризмом за рубежом и в обеспечении безопасности в сотрудничестве с международными партнерами в этой области.